# تابیتیویا
تابیتیویا (به لاتین: Tabiteuea) یک جزیره در کیریباتی است که در اقیانوس آرام واقع شده‌است.

## خصوصیات
تابیتیویا  ۴٬۹۹۳ نفر جمعیت دارد و ۳ متر بالاتر از سطح دریا واقع شده‌است.